# Chris McCray
Chris McCray (Capitol Heights, 27 maggio 1984) è un ex cestista statunitense, professionista nella NBA e in Europa.

## Palmarès
- Campione NBDL (2007)
- Coppa del Belgio (2008)